# Cool (wijk)
Cool is een wijk in het centrum van Rotterdam, in het stadsdeel Rotterdam Centrum. De wijk wordt begrensd door het Weena in het noorden, de Coolsingel en de Schiedamse Vest in het oosten, het Vasteland in het zuiden en de Eendrachtsweg en de Mauritsweg in het westen.

## Geschiedenis

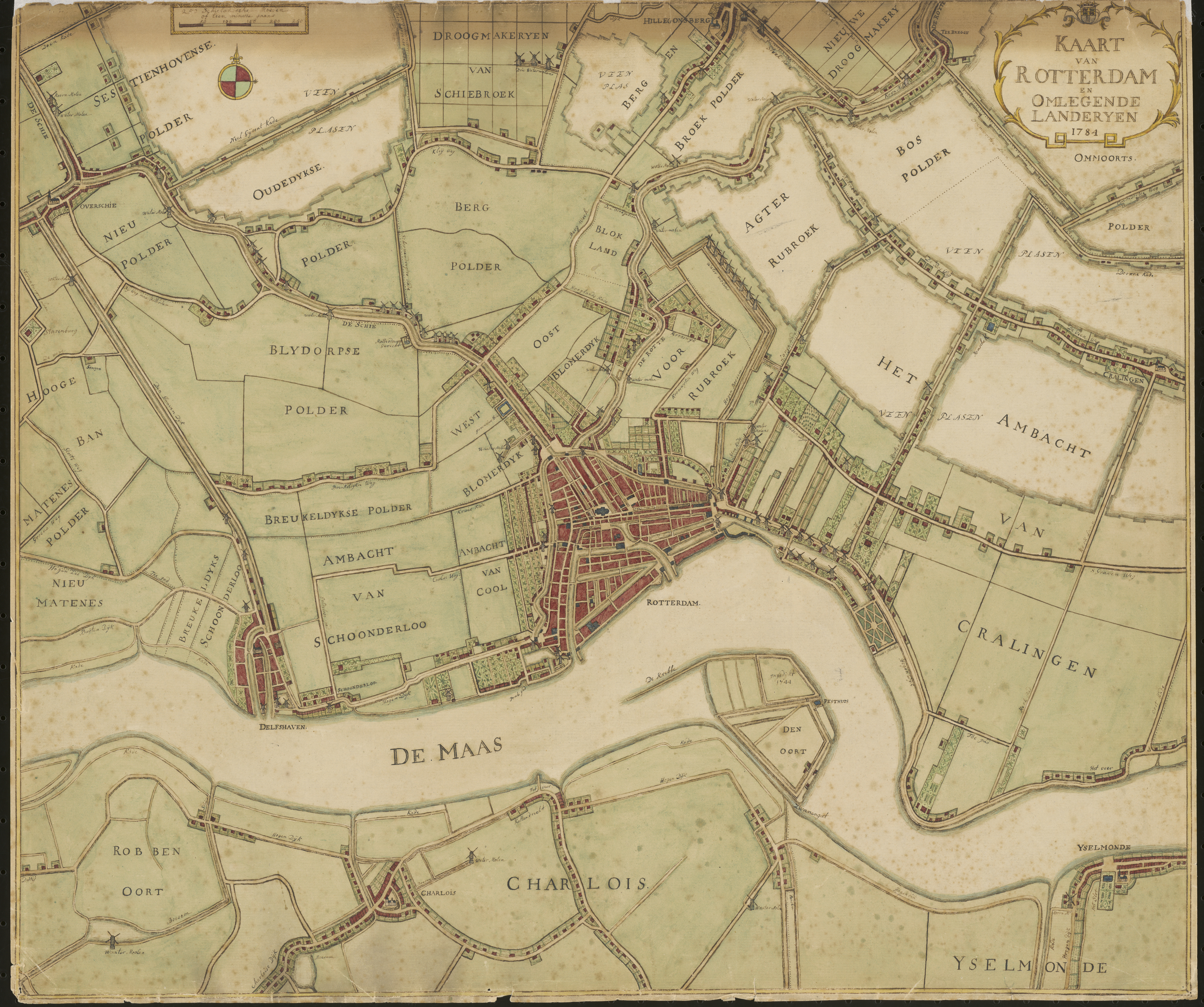
Kaart uit 1784 met Ambacht van Cool

De naam Cool komt al voor op een oorkonde uit 1280. Cool was een ambachtsheerlijkheid ten westen van Rotterdam. Van 1809 tot 1816 was Cool een zelfstandige gemeente. In 1816 werd Cool door Rotterdam geannexeerd. De wijk Cool was een wijk met veel armoede. De huizen rond de Zwarte Paardenstraat waren notoir slecht. Cool kent ook mooie straten: de Eendrachtsweg en de Mauritsweg ontstonden als gevolg van het Waterproject van Rose.
Bij het bombardement op Rotterdam van 14 mei 1940 werd een groot deel van de wijk Cool getroffen. De Witte de Withstraat en de Oude Binnenweg werden echter gespaard.
Na de oorlog is nog een deel van de wijk Cool gesloopt voor de aanleg van de Westblaak. Andere delen van de wijk zijn in de jaren '70 gerenoveerd. Thans maakt de wijk integraal deel uit van het Rotterdamse stadscentrum. Enkele van de meest prominente gebouwen en belangrijkste voorzieningen staan juist hier en niet in de historische Rotterdamse kern (de Stadsdriehoek): het Schouwburgplein, de Lijnbaan en de Bijenkorf. Vanuit het Centraal Station komt men het centrum bij Cool binnen.

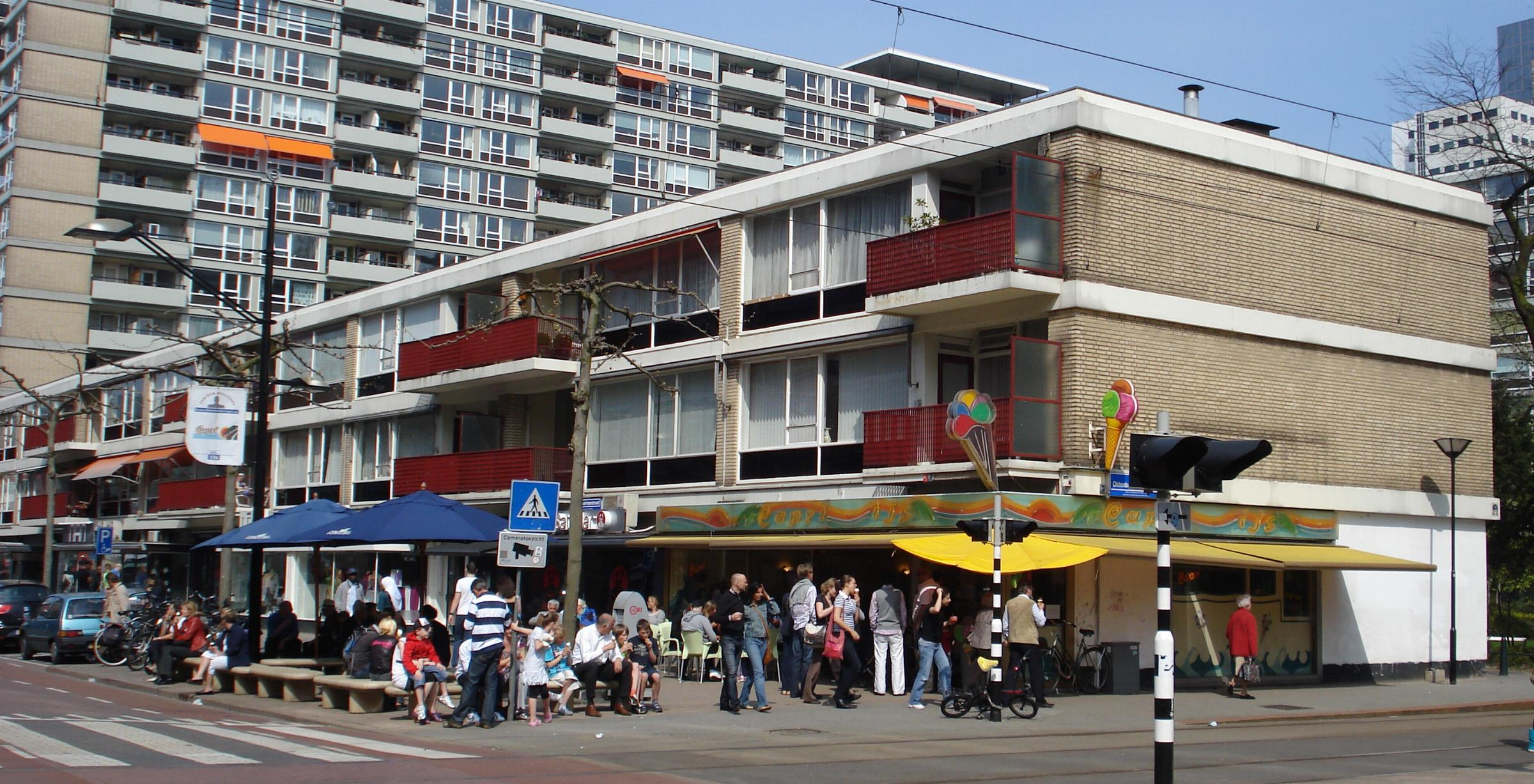
Karel Doormanstraat
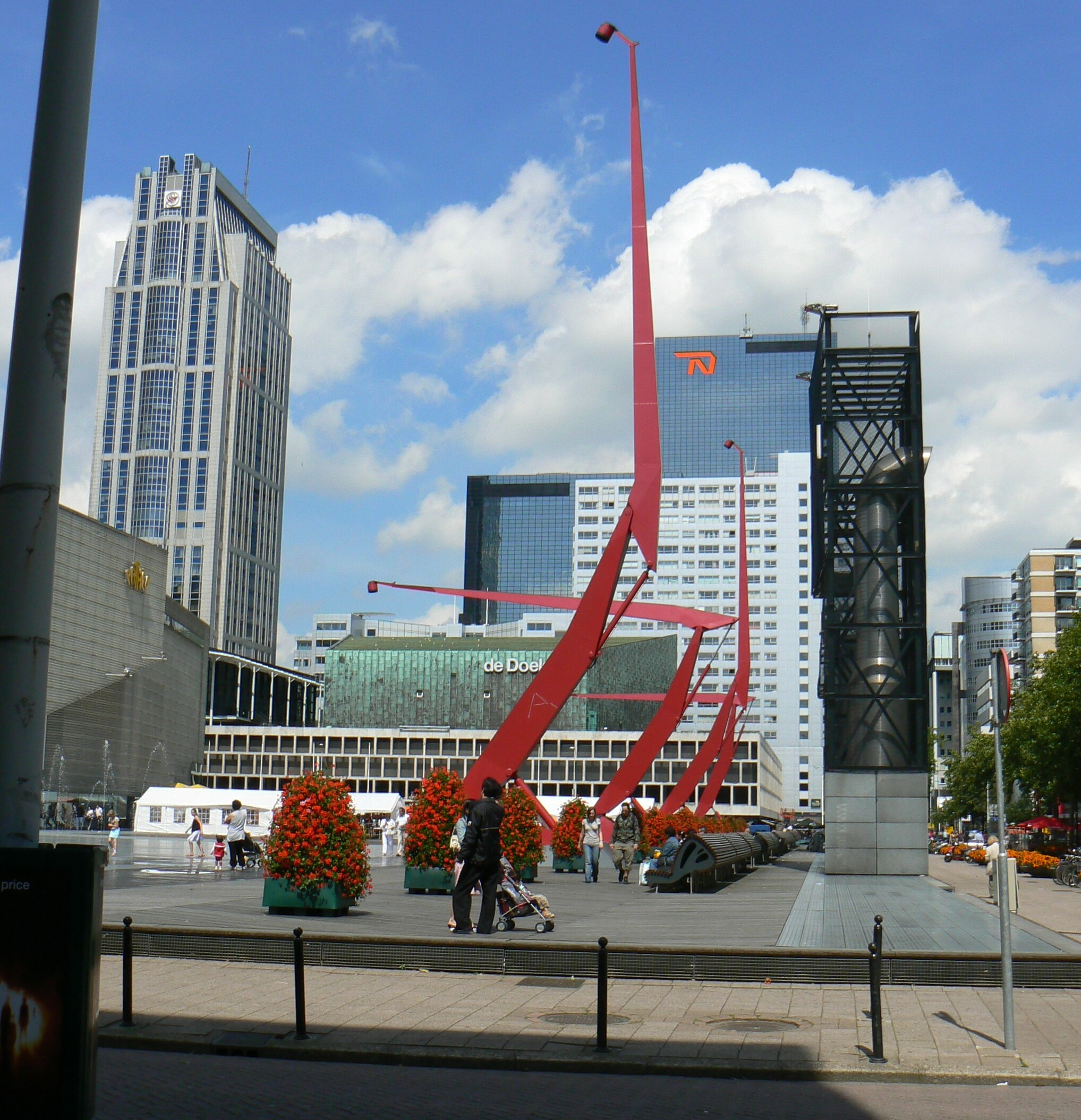
Schouwburgplein
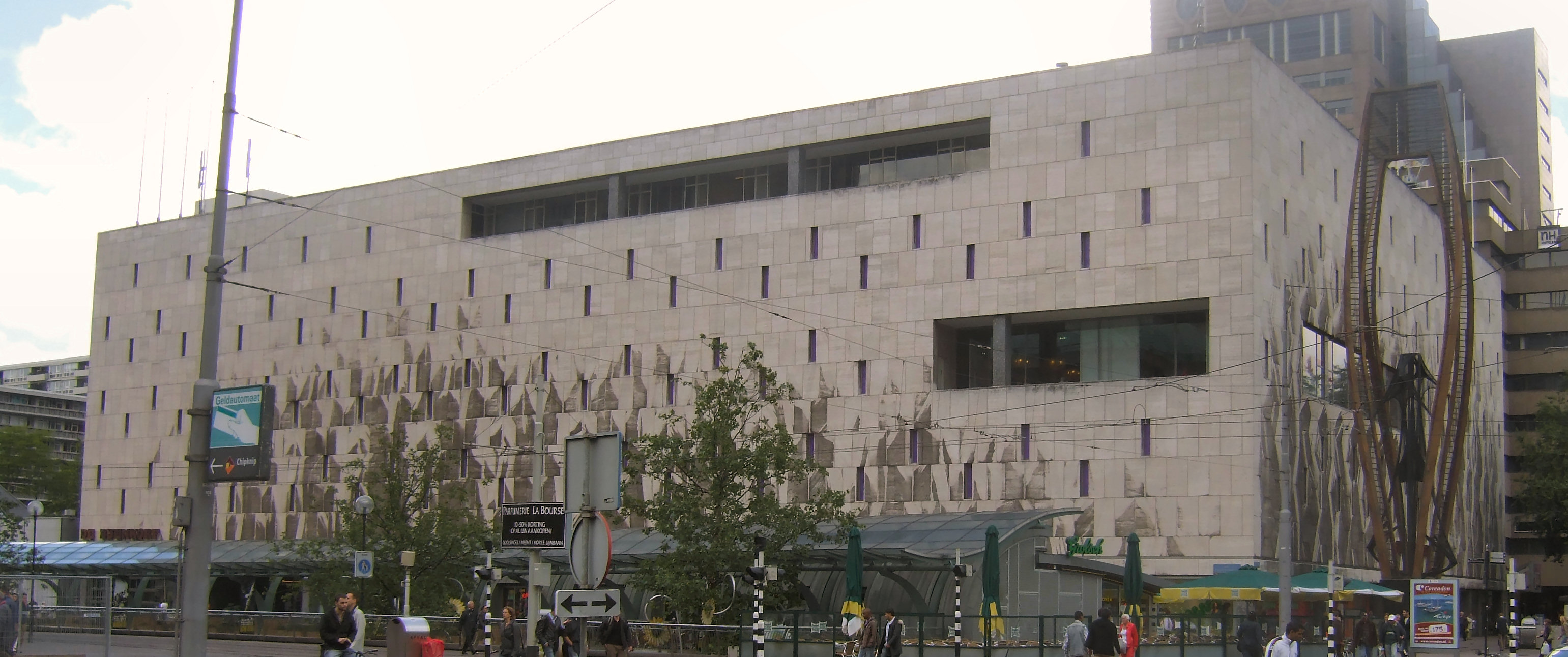
Bijenkorf

Cool ·
CS-kwartier · 
Dijkzigt ·
Oude Westen ·
Scheepvaartkwartier ·
Stadsdriehoek
Rotterdam Centrum ·
Rotterdam-Noord ·
Rotterdam-Oost ·
Rotterdam-West ·
Rotterdam-Zuid ·
110-Morgen ·
Afrikaanderwijk ·
Agniesebuurt ·
Bergpolder ·
Beverwaard ·
Blijdorp ·
Blijdorpse polder ·
Bloemhof ·
Boomgaardshoek ·
Bospolder-Tussendijken ·
CS-kwartier ·
Carnisserbuurt ·
Cool ·
Crooswijk ·
De Esch ·
De Veranda ·
Delfshaven ·
Delfshaven-Schiemond ·
Dijkzigt ·
Feijenoord ·
Gadering ·
Groenenhagen-Tuinenhoven ·
Groot-IJsselmonde ·
Heijplaat ·
Het Lage Land ·
Hillegersberg ·
Hillesluis ·
Homerusbuurt ·
Hordijkerveld ·
Kandelaar ·
Karl Marxbuurt ·
Katendrecht ·
Kiefhoek ·
Kleinpolder ·
Kleiwegkwartier ·
Kop van Zuid ·
Kralingen ·
Kralingse Veer ·
Kreekhuizen ·
Landzicht ·
Liskwartier ·
Lloydkwartier ·
Lombardijen ·
Meeuwenplaat ·
Middelland ·
Middengebied ·
Millinxbuurt ·
Molenlaankwartier ·
Molièrebuurt ·
Nesselande ·
Nieuw Engeland ·
Nieuw-Mathenesse ·
Nieuwe Westen ·
Nooddorp ·
Noordereiland ·
Ommoord ·
Oosterflank ·
Oud-Charlois ·
Oud-IJsselmonde ·
Oud-Mathenesse ·
Oude Noorden ·
Oude Westen ·
Oudeland ·
Overschie ·
Pendrecht ·
Prinsenland ·
Provenierswijk ·
Reyeroord ·
Rubroek ·
Sagenbuurt ·
Scheepvaartkwartier ·
Schiebroek ·
Schiemond ·
's-Gravenland ·
Smeetsland ·
Spaanse Polder ·
Spangen ·
Sportdorp ·
Stadsdriehoek ·
Struisenburg ·
Tarwewijk ·
Terbregge ·
Tussenwater ·
Varenbuurt ·
Vondelingenplaat ·
Vreewijk ·
Waalhaven ·
Westpunt ·
Wielewaal ·
Witte Dorp ·
Zalmplaat ·
Zenobuurt ·
Zestienhoven ·
Zevenkamp ·
Zomerland ·
Zuidwijk